# رالی (میسیسیپی)
رالی (به انگلیسی: Raleigh) شهرکی در ایالت میسیسیپی کشور ایالات متحده آمریکا است که جمعیت آن در سرشماری سال ۲۰۱۰ میلادی، ۱٬۴۶۲
نفر بوده‌است.